# Placówka Straży Granicznej II linii „Raczki”
Placówka Straży Granicznej II linii „Raczki” – jednostka organizacyjna Straży Granicznej pełniąca służbę wywiadowczą na granicy polsko-niemieckiej w okresie międzywojennym.

## Formowanie i zmiany organizacyjne
Rozporządzeniem Prezydenta Rzeczypospolitej Polskiej Ignacego Mościckiego z 22 marca 1928 roku, do ochrony północnej, zachodniej i południowej granicy państwa, a w szczególności do ich ochrony celnej, powoływano z dniem 2 kwietnia 1928 roku Straż Graniczną.
Rozkazem nr 1 z 12 marca 1928 roku w sprawach organizacji Mazowieckiego Inspektoratu Okręgowego Naczelny Inspektor Straży Celnej gen. bryg. Stefan Pasławski określił strukturę organizacyjną komisariatu SG „Rajgród”. Placówka Straży Granicznej II linii „Janówka” znalazła się w jego strukturze, a w zasadzie w strukturze podkomisariatu Straży Granicznej „Janówka”.
Rozkazem nr 9 z 18 października 1929 roku w sprawie reorganizacji Mazowieckiego Inspektoratu Okręgowego komendant Straży Granicznej płk Jan Jur-Gorzechowski powołał nowy komisariat Straży Granicznej „Janówka”, a placówka „Janówka” została mu podporządkowana. Placówka wystawiała posterunki wywiadowcze  Augustów i Szczebra.
Z dniem 15 października 1931 posterunek SG „Sucha Wieś” przeniesiony został do Szczerby i przydzielony do placówki II linii „Janówka”.
Z dniem 31 sierpnia 1933 został zniesiony posterunek SG „Augustów”.
Z dniem 1 marca 1934 został zniesiony posterunek SG „Szczerba”.
Rozkazem nr 2 z 16 stycznia 1939 roku w sprawie przejęcia odcinka granicy polsko-niemieckiej od Korpusu Ochrony Pogranicza na terenie Mazowieckiego Okręgu Straży Granicznej oraz przekazania Korpusowi Ochrony Pogranicza odcinka granicy na terenie Wschodniomałopolskiego Okręgu Straży Granicznej, komendant Straży Granicznej płk Jan Gorzechowski przeniósł komisariat i placówkę II linii „Janówka”do Raczek.

## Kierownicy/dowódcy placówki
| stopień            | imię i nazwisko       | okres pełnienia służby  | kolejne stanowisko |
| ------------------ | --------------------- | ----------------------- | ------------------ |
| przodownik         | Władysław Szłopa      | IX 1928 –               |                    |
| przodownik         | Leon Augustyniak      |                         |                    |
| starszy strażnik   | Aleksander Gołubienko |                         |                    |
| starszy strażnik   | Józef Smól            | był X 1936 – 15 IV 1937 | w placówce „Rutki” |
| starszy strażnik   | Stanisław Borkowski   | 15 IV 1937              |                    |
| starszy strażnik   | Wacław Gratunik p.o.  | 1 II 1938 – 21 IV 1939  | placówka „Lipówka” |
| starszy przodownik | Wiktor Suchecki       | 21 IV 1939 –            |                    |